# Four à pot
Le four à pot, anciennement appelé carcaise est le four traditionnel des artisans verriers.
Une base cylindrique contient le pot. Elle est surmontée d'un dôme où s'ouvre le cratère permettant de cueiller (ou cueillir) le verre avec la canne de verrier (ou fêle).
L'ensemble est constitué de matériaux réfractaires. Le four à pot est constitué de terre réfractaire. Il contient généralement le cristal de couleur, par adjonction d'oxydes métalliques.
Dans les années 1880, les fours à pot ont commencé à être remplacés dans l'industrie verrière par les fours à bassin à fusion continue après l'invention de cette technologie par l'ingénieur belge André Oppermann et son emploi dans les usines d'Eugène Baudoux à Charleroi.